# 亀田町 (秋田県)
亀田町（かめだまち）は、昭和30年（1955年）まで秋田県由利郡北部にあった町。現在の由利本荘市岩城亀田亀田町・岩城亀田愛宕町・岩城亀田大町・岩城亀田最上町・岩城赤平・岩城泉田・岩城上黒川・岩城下黒川・岩城滝俣・岩城冨田・岩城福俣
・岩城上蛇田・岩城下蛇田・岩城六呂田にあたる。

## 歴史
元和9年（1623年）以来、岩城氏亀田藩の城下町であった。

### 沿革
- 1875年（明治8年）8月13日 - 亀田城下30町を合併して亀田町とする。
- 1881年（明治14年） - 亀田町を再編し、亀田亀田町・亀田愛宕町・亀田大町・亀田最上町の4町とする。
- 1889年（明治22年）4月1日 - 町村制施行にともない、亀田亀田町・亀田愛宕町・亀田大町・亀田最上町と赤平村・泉田村・上黒川村・下黒川村・滝俣村・冨田村・福俣村・上蛇田村・下蛇田村・六呂田村の計4町10村が合併し、新制の亀田町が発足。
- 1917年（大正6年）4月10日 - 松ヶ崎村との境界変更[1]。
- 1955年（昭和30年）7月28日 - 道川村と合併し、岩城町となる。

## 行政

### 首長
- 歴代町長

| 代 | 氏名       | 就任                       | 退任                       | 備考 |
| -- | ---------- | -------------------------- | -------------------------- | ---- |
| 1  | 鵜沼国蒙   | 明治22年（1889年）4月28日  | 明治23年（1890年）3月27日  |      |
| 2  | 中田直吉   | 明治23年（1890年）4月6日   | 明治26年（1893年）4月11日  |      |
| 3  | 鵜沼国豊   | 明治27年（1894年）4月1日   | 明治35年（1902年）3月30日  |      |
| 4  | 山中勇     | 明治35年（1902年）7月2日   | 明治39年（1906年）6月29日  |      |
| 5  | 大竹甚五郎 | 明治39年（1906年）8月10日  | 明治44年（1911年）8月21日  |      |
| 6  | 鈴木順吉   | 明治44年（1911年）10月18日 | 大正4年（1915年）4月30日   |      |
| 7  | 吉田潜蔵   | 大正4年（1915年）7月2日    | 大正6年（1917年）9月22日   |      |
| 8  | 河野隆性   | 大正7年（1918年）3月11日   | 大正15年（1926年）10月6日  |      |
| 9  | 加藤伝一郎 | 大正15年（1926年）12月11日 | 昭和7年（1932年）7月29日   |      |
| 10 | 佐藤憲輔   | 昭和7年（1932年）8月1日    | 昭和15年（1940年）7月31日  |      |
| 11 | 加藤伝一郎 | 昭和15年（1940年）8月1日   | 昭和21年（1946年）11月21日 | 再任 |
| 12 | 丸山修一郎 | 昭和22年（1947年）4月5日   | 昭和23年（1948年）10月11日 |      |
| 13 | 佐々木廣吉 | 昭和23年（1948年）11月6日  | 昭和30年（1955年）7月27日  |      |

## 地域

### 教育
- 亀田町立亀田小学校
- 亀田町立亀田中学校

## 交通

### 鉄道
現在は旧町域にJR羽越本線の折渡駅が所在するが、当時は未開業。「折渡信号場」としての開設は岩城町発足後の1957年（昭和32年）。なお、1920年に開業した同線の羽後亀田駅は旧町域外にある。

## 著名出身者
- 中田直慈 (宮内官僚)